# Tetragnatha paraguayensis
Tetragnatha paraguayensis là một loài nhện trong họ Tetragnathidae.
Loài này thuộc chi Tetragnatha. Tetragnatha paraguayensis được Cândido Firmino de Mello-Leitão miêu tả năm 1939.